# Variationsform (musik)
Variationsform är en musikalisk grundform. Ett variationsstycke utgörs vanligtvis av en första sektion, ett tema, som sedan varieras gång efter gång. Detta kan dock göras på många vitt skilda sätt.